# Upali
Upali (Sanskrit: उपालि, upāli) war einer der zehn Hauptjünger Gotama Buddhas, des Begründers des Buddhismus.
Bevor er dem Orden beitrat, arbeitete er als Barbier der Shakya. Er fragte den Buddha, ob jemand mit einer „niederen Stellung von Geburt an“ (Kaste) dem Orden beitreten könne. Der Buddha ordinierte ihn noch vor den Prinzen und bat die Prinzen, dem nun Heiligen Upali Ehrerbietung zu erweisen. Upali war ein Als-Hörer-Erwachter (Pali: savakabuddha) oder Arhat geworden, er erlangte Buddhaschaft (Befreiung von allen zehn Fesseln: Persönlichkeitsglaube, Zweifel an der Lehre, Hängen an Regeln und Riten, sinnliches Begehren, Ärger, Begehren nach formhaftem Dasein, Begehren nach formlosem Dasein, Stolz, Zerstreutheit) durch das Hören einer Lehrrede des Buddha, als er ihn rasierte.
Er wurde der Hauptjünger im Wissen um die Ordensregeln und Führende im Einhalten der Ordensvorschriften und seine diesbezüglichen Entscheidungen wurden vom Buddha gerühmt. Auf dem ersten Buddhistischen Konzil in Rajagriha wurde ihm die Rezension der Ordensregeln, des Vinayapitaka, anvertraut.